# Хшонстувек (Ленчицький повіт)
Хшонстувек (пол. Chrząstówek) — село в Польщі, у гміні Ленчиця Ленчицького повіту Лодзинського воєводства.
Населення — 231 особа (2011).
У 1975-1998 роках село належало до Плоцького воєводства.

## Демографія
Демографічна структура станом на 31 березня 2011 року:
|          | Загалом | Допрацездатний вік | Працездатний вік | Постпрацездатний вік |
| -------- | ------- | ------------------ | ---------------- | -------------------- |
| Чоловіки | 127     | 16                 | 88               | 23                   |
| Жінки    | 104     | 17                 | 57               | 30                   |
| Разом    | 231     | 33                 | 145              | 53                   |